# 安蒂洛普 (加利福尼亞州)
安蒂洛普（英語：Antelope）是位於美國加利福尼亞州薩克拉門托縣的一個人口普查指定地區。

## 地理
安蒂洛普的座標為38°42′55″N 121°21′39″W / 38.71528°N 121.36083°W，而該地最高點為海拔高度37米（即121英尺）。

## 人口
根據2010年美國人口普查的數據，安蒂洛普的面積為17.70平方千米，均為陸地。當地共有人口45770人，而人口密度為每平方千米2,585人。